# Pfarrkirche Feistritz am Wechsel

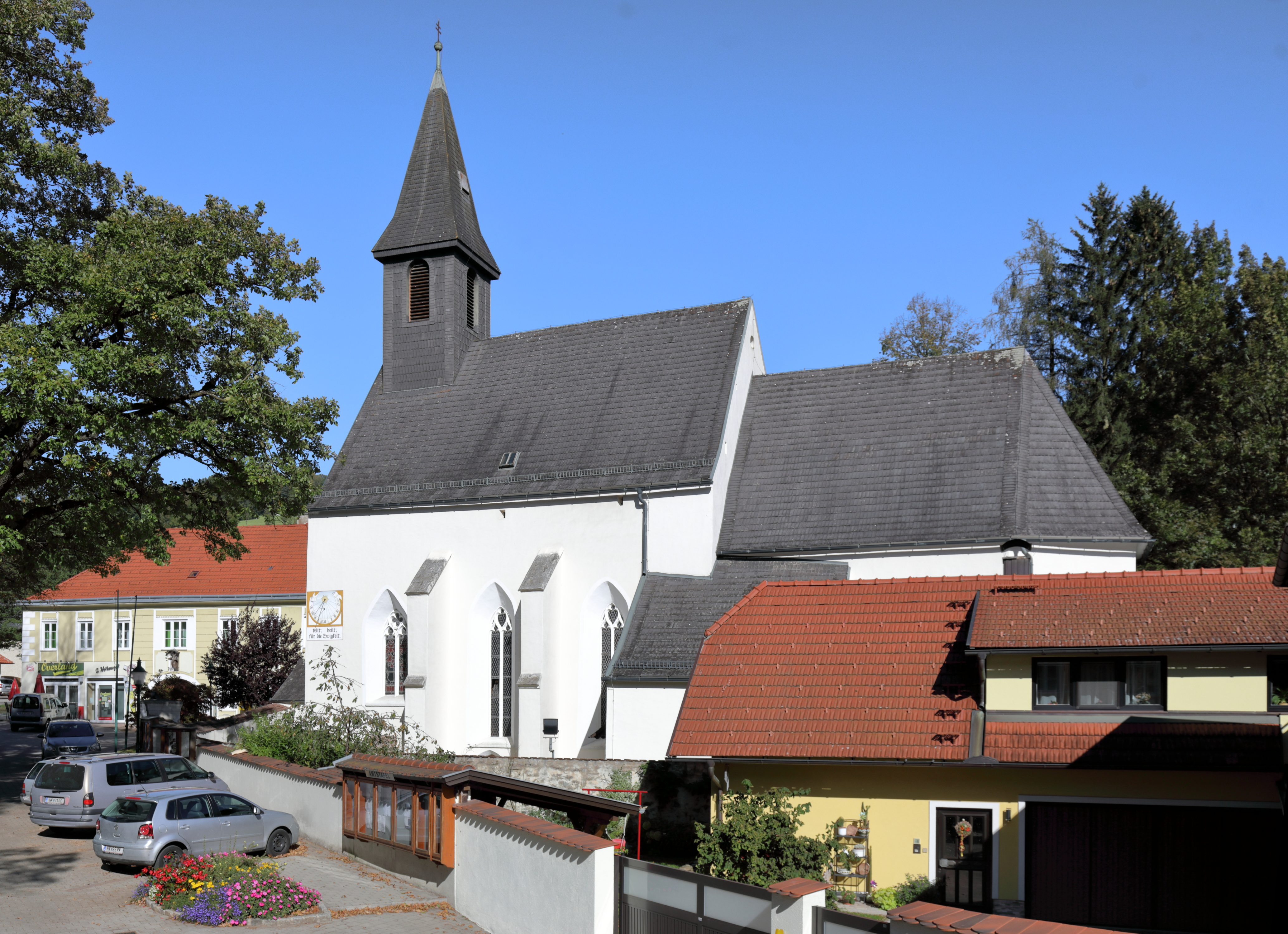
Katholische Pfarrkirche hl. Ulrich in Feistritz am Wechsel

Die Pfarrkirche Feistritz am Wechsel steht in der Ortsmitte in der Gemeinde Feistritz am Wechsel im Bezirk Neunkirchen in Niederösterreich. Die auf den Heiligen Ulrich von Augsburg geweihte römisch-katholische Pfarrkirche gehört zum Dekanat Kirchberg im Vikariat Unter dem Wienerwald der Erzdiözese Wien. Die Kirche mit einer Wehrmauer steht unter Denkmalschutz (Listeneintrag).

## Geschichte
Vermutlich aus einem anfänglichen Benefiz wurde eine Herrschaftspfarre um 1270 angenommen.
Die spätgotische Wehrkirche wurde später barock und neugotisch verändert. 1835 war eine Restaurierung mit der Errichtung einer Westportalvorhalle. 1972 wurden bei der Restaurierung Wandmalereien an der Südwand der Apsis freigelegt.

## Architektur
Der spätgotische Kirchenbau war von einer mittelalterlichen Wehrmauer umgeben, welche im Norden, Osten und Südosten erhalten ist, im Westen schließt eine neugotische Portalvorhalle an die Wehrmauer an.
Das Langhaus ist ein mächtiger dreijochiger Saalbau aus der zweiten Hälfte des 15. Jahrhunderts mit einem Satteldach und einem Wehrgeschoß mit Schießscharten und einem westlichen Dachreiter mit einem Pyramidendach. Die Westfront ist glatt und ungegliedert. Vor dem Westportal steht eine Vorhalle unter einem Satteldach, im Dreieckgiebel zeigt eine Bauinschrift Joseph Freiherr von Dietrich 1835. In der südlichen Langhauslängswand gibt es ein abgefastes spitzbogiges spätgotisches Südportal. Die Spitzbogenfenster und Strebepfeiler wurden vermutlich neugotisch übergangen. Südlich im Übergang von Langhaus und Chor steht ein niedriger Sakristeianbau aus dem 17. Jahrhundert unter einem Pultdach.
Außen an der Kirche stehen Grabsteine der Familie Rottal.

## Ausstattung

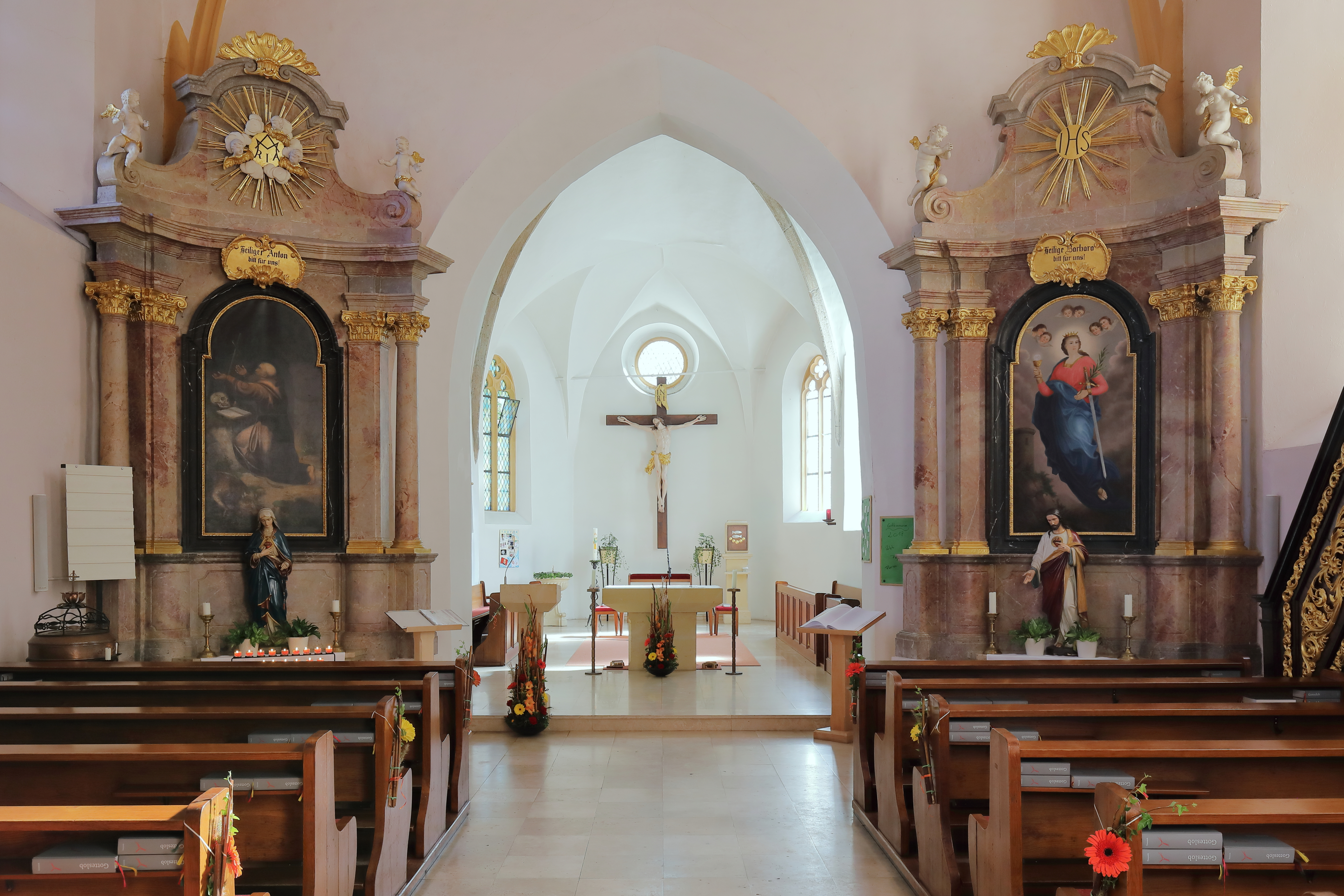
Innenansicht Richtung Hochaltar

In der Apsis an der Ostwand hängt ein barockes Kruzifix aus Holz aus der zweiten Hälfte des 18. Jahrhunderts mit den seitlichen Statuen der Hll. Ulrich und Wolfgang aus dem Anfang des 16. Jahrhunderts.
Es gibt eine spätgotische Figur Maria auf der Mondsichel aus dem 16. Jahrhundert.
Die Orgel in einem neobarocken Gehäuse baute Franz Svítil und Sohn (1863, Neustadt in Mähren/Tschechien). Sie verfügt über 11 Register auf einem Manual und Pedal. Es gibt eine Glocke aus dem 14. Jahrhundert.